# فرانك برورس
فرانك برورس (بالهولندية: Frank Broers)‏ (29 أغسطس 1977 بألكمار في هولندا - ) هو لاعب كرة قدم هولندي في مركز الدفاع. لعب مع سبارتا روتردام وغو أهد إيغلز وفي في في فينلو ونادي إيمن وناك بريدا وKozakken Boys ‏.